# Kasolita
La kasolita és un mineral radioactiu de la classe dels silicats (nesosilicats). Va ser descoberta l'any 1921 i rep el seu nom de la localitat de Kasolo (Congo).

## Característiques
La kasolita és un silicat que conté plom i urani, per tant, es tracta d'un mineral radioactiu. La seva fórmula és Pb(UO₂)(SiO₄)(H₂O). És de color predominantment groc, podent ser també marró groguenc, vermell ataronjat i a vegades verd, sent la seva ratlla de color marró groguenca. Cristal·litza en el sistema monoclínic, formant cristalls prismàtics. La seva duresa oscil·la entre 4 i 5 a l'escala de Mohs, i la seva densitat és de 6,5 g/cm³. La seva lluentor és normalment grassa, tot i que perfectament pot ser semiadamantina o mat.
Segons la classificació de Nickel-Strunz, la kasolita pertany a «09.AK: Estructures de nesosilicats (tetraedres aïllats), uranil nesosilicats i polisilicats» juntament amb els següents minerals: soddyita, cuprosklodowskita, oursinita, sklodowskita, boltwoodita, natroboltwoodita, uranofana-β, uranofana, swamboïta, haiweeïta, metahaiweeïta, ranquilita, weeksita, coutinhoïta, ursilita, magnioursilita, calcioursilita i uranosilita.

## Formació i jaciments
La kasolita es troba com a producte d'oxidació de la uraninita. Sol trobar-se associada a altres minerals com ara: uraninita, torbernita, curita, dewindtita, rutherfordina i sklodowskita. Als territoris de parla catalana ha estat descrita a la mina Eureka (La Torre de Cabdella, Pallars Jussà).